# Malagasia
Malagasia es un género monotípico de arbusto perteneciente a la familia de las proteáceas. Su única especie: Malagasia alticola, es un endemismo de  Madagascar, donde se encuentra en las provincias de Antananarivo, Antsiranana y Fianarantsoa.

## Taxonomía
Malagasia alticola fue descrito por (Capuron) L.A.S.Johnson & B.G.Briggs y publicado en Journal of the Linnean Society, Botany 70(2): 175. 1975.
Sinonimia
- Macadamia alticola Capuron	[3]